# Stace
Stace (Publius Papinius Statius) est un poète de langue latine de la Rome antique, né à Naples le 27 mars 40, mort en 96.

## Biographie
Aucun auteur antique n'a parlé de Stace ni de ses œuvres, sauf Juvénal, qui témoigne simplement en un passage du succès rencontré par la Thébaïde. Le peu d'éléments dont nous disposons est tiré d'allusions présentes dans ses Silves. Son père, originaire de Velia, a perdu sa fortune et donc son appartenance au rang équestre. Il s'installe alors comme grammairien à Naples tout en se consacrant à la poésie. C'est auprès de son père que Stace, dès son enfance, est initié à la poésie. Il est lui-même grammairien à Naples avant de s'installer à Rome en l'année troublée 69. Il commence à déclamer ses vers en public et rencontre une veuve, Claudia, musicienne très impliquée dans la vie mondaine, qu'il épouse. Claudia a une fille de son premier mariage mais son union avec Stace reste stérile. Celui-ci élèvera et éduquera comme son propre fils un esclave affranchi, sans toutefois l'adopter.
À Rome, il mène une vie d'écrivain professionnel et de poète de cour, introduit au palais impérial notamment sous Domitien. Il est couronné plusieurs fois à des jeux poétiques : Jeux albains, Jeux capitolins, et aussi à Naples en 78, sous les yeux de son père. Malade à partir de 95, il se partage entre Rome et Naples. On ne possède plus aucun renseignement sur lui après 96. Il est plausible qu'il soit mort à Rome, occupant ses derniers jours à la rédaction de son Achilléide, épopée restée inachevée.

## Œuvre
Son œuvre se partage entre deux épopées, la Thébaïde et l’Achilléide, dont il espère qu'elles vont lui apporter l'immortalité poétique, et les Silves, trente-deux pièces en cinq livres, pour la plupart composés en hexamètres dactyliques.
- La Thébaïde, épopée en douze chants, a pour objet la guerre de Polynice et ses alliés, Tydée et Capanée, contre Étéocle, son frère, roi de Thèbes.
- L’Achilléide, restée inachevée après le deuxième chant, décrit l'enfance d'Achille auprès du centaure Chiron, ou parmi les filles de Lycomède.
- Les Silves (ou Impromptus) sont des poèmes de circonstance, de longueur variée, formant un total d'environ 3 300 vers. Le cadre en est la haute société romaine à une époque où les mécènes sont devenus rares. Stace ne manque donc aucune occasion de célébrer les grands (dont l'empereur Domitien) sur des sujets très divers (fêtes, naissances, mariages...). Ce sont des tableaux de la vie romaine composés dans un style spontané et naturel : Stace ne met jamais plus de deux jours pour écrire des pièces dont certaines comptent plus de 300 vers.[réf. nécessaire][2]

### Éditions modernes
- Stace, La Thébaïde, Les Belles Lettres (no 90), 1990 sq., 3 vol.
- Stace, Achilléide, Les Belles Lettres (no 95), 1971.
- François Ripoll et Jean Soubiran, Stace, Achilléide (édition, traduction, commentaire), Louvain, Peeters, 2008, 357 p.
- Stace, Les Silves, Les Belles Lettres (no 89-95), 1949.

### Traductions en français accessibles en ligne
- Thébaïde, traduction Nisard, 1865 en ligne.
- Achilléide, traduction Nisard, 1865 en ligne.
- Silves, traduction Couard, 1935 en ligne.

## Postérité
Stace est un personnage de la Divine Comédie de Dante. Il apparaît au Purgatoire avec Virgile (chants XXI-XXII), pour guider le narrateur. Quand Virgile disparaît, à la fin du Purgatoire, Stace reste avec le narrateur et entre au Paradis. Dante pensait donc que Stace avait été chrétien. Il le fait dire au poète dans le dialogue entre Virgile et Stace au chant XXII : Stace serait devenu chrétien en lisant la Bucolique IV de Virgile (où le Moyen Âge lisait une prophétie de la venue du Christ) ; « Per te poeta fui, per te cristiano » (« Je devins, grâce à toi, poète et chrétien. »), dit Stace à Virgile. On ignore d'où Dante a tiré cette idée du christianisme de Stace. Un commentaire allégorique de la Thébaïde, datant probablement du XIIe siècle, était attribué faussement à Fulgence le Mythographe (auteur d'une Expositio Virgilianæ continentiæ), qui était lui-même identifié à l'évêque et théologien Fulgence de Ruspe.

## Homonymie
Au Moyen Âge, à la suite d'une confusion, on pensait que le poète Stace était Gaulois, natif de Toulouse. Lactantius Placidus, commentateur de la Thébaïde et de l'Achilléide, le prétendait déjà (« Si quis autem unde fuerit (Statius) quærat, invenitur fuisse Tolosensis, quæ civitas Galliæ est ; ideoque in Gallia celeberrime docuit rhetoricam, sed postea veniens Romam ad poeticam se transtulit »). Dante reprend cette tradition (Purg., § XXI, vers 87 à 90 : « Tanto fu dolce mio vocale spirto, / Che, Tolosano, a sé me trasse Roma, / Dove mertai le tempie ornar di mirto »), de même que Boccace (Amorosa visione, ch. V : « Et Statio di Tolosa anchora caro/ Quivi pareva havesse assai ben detto/ Del Teban mal', d'Achille il vigor raro »).
L'erreur vient de la Chronique de saint Jérôme (traduction latine de celle d'Eusèbe de Césarée), qui indique pour l'an 2073 (= 59 apr. J.-C.) : « Statius Surculus Tolosanus in Gallia celeberrime rhetoricam docuit ». Ce Statius Surculus n'est pas le poète Papinius Statius. Ce rhéteur toulousain s'appelait d'ailleurs plutôt Statius Ursulus, nom qui figure dans une liste introduisant le De claris rhetoribus de Suétone dans certains manuscrits : Ursulus est un nom de famille bien attesté par l'épigraphie, tandis que Surculus ne se trouve nulle part. Ce devait être d'ailleurs un rhéteur très célèbre en son temps pour être cité dans la chronique d'Eusèbe de Césarée.
La confusion des auteurs médiévaux s'explique aussi par le fait que si nous  savons aujourd'hui par ses Silves que le poète Stace était natif de Naples (cf. III, 5, pièce adressée à sa femme ; V, 3, évocation de son père, professeur à Naples), ce recueil était pratiquement ignoré au Moyen Âge et ne fut découvert par Poggio Bracciolini qu'en 1417.